# Lecco Calcio 1995-1996
Questa pagina raccoglie le informazioni riguardanti il Lecco Calcio nelle competizioni ufficiali della stagione 1995-1996.

## Stagione
Nella stagione 1995-1996 il Lecco ha disputato il girone A del campionato di Serie C2, ottenendo il sesto posto in classifica con 53 punti. Il torneo è stato vinto con 67 punti dal Novara che ha ottenuto la promozione diretta in Serie C1, la seconda promossa è stato l'Alzano Virescit che ha vinto i playoff. 
A Lecco è stato chiamato l'allenatore Elio Gustinetti, ed è una squadra bluceleste ancora molto rinnovata. Parte lenta, la prima vittoria arriva alla quinta giornata (1-0) contro l'ultima in classifica il Palazzolo. A cavallo tra ottobre e novembre arrivano però quattro vittorie di fila, che cambiano la prospettiva ed il percorso dei lariani, al giro di boa è settima a 10 punti dalla capolista Lumezzane. Il campionato si decide nell'ultima giornata, quando al Rigamonti arriva la Torres, battendola si prenderebbe il quinto posto, che vale i playoff, ma finisce (0-0) e addio sogni di gloria. 
Miglior realizzatore stagionale Firmino Elia, arrivato dal Forlì, autore di 12 reti in campionato. In Coppa Italia discreto il percorso del Lecco, che supera i primi tre turni eliminando l'Alzano, il Cremapergo ed il Como, poi negli ottavi di finale inciampa nel Fiorenzuola, con due pareggi che promuovono gli emiliani.

## Rosa
| N. |                   | Ruolo | Calciatore         |
| -- | ----------------- | ----- | ------------------ |
|    | Italia (bandiera) | C     | Gioacchino Adamo   |
|    | Italia (bandiera) | C     | Valentino Angeloni |
|    | Italia (bandiera) | P     | Liam Ardigò        |
|    | Italia (bandiera) | A     | Alberto Bertolini  |
|    | Italia (bandiera) | A     | Giovanni Bonavita  |
|    | Italia (bandiera) | C     | Marco Bonesi       |
|    | Italia (bandiera) | A     | Firmino Elia       |
|    | Italia (bandiera) | C     | Luciano Foschi     |
|    | Italia (bandiera) | D     | Ruben Garlini      |
|    | Italia (bandiera) | D     | Cristiano Giaretta |

| N. |                   | Ruolo | Calciatore              |
| -- | ----------------- | ----- | ----------------------- |
|    | Italia (bandiera) | C     | Emiliano Longhi         |
|    | Italia (bandiera) | D     | Lorenzo Marconi         |
|    | Italia (bandiera) | D     | Claudio Maretti         |
|    | Italia (bandiera) | A     | Davide Menegola         |
|    | Italia (bandiera) | P     | Massimiliano Micheletti |
|    | Italia (bandiera) | A     | Davide Possanzini       |
|    | Italia (bandiera) | C     | Matteo Rubagotti        |
|    | Italia (bandiera) | C     | Claudio Rusconi         |
|    | Italia (bandiera) | D     | Mario Volcan            |
|    | Italia (bandiera) | D     | Denis Zanardo           |

## Risultati

### Campionato

#### Girone di andata
| Arbitro: | Rigolon (Trento) |

|                                   |           |                           |
| Barbieri 38’ (rig.) Tagliabue 77’ | Marcatori | 30’ Possanzini 39’ Foschi |

| Lecco 10 settembre 1995 2ª giornata | Lecco              | 0 – 0 | Cremapergo | Stadio Mario Rigamonti\| Arbitro: \| Griselli (Livorno) \| |
| Arbitro:                            | Griselli (Livorno) |       |            |                                                            |

| Arbitro: | Alvino (Salerno) |

|           |           |           |
| Taldo 23’ | Marcatori | 36’ Adamo |

| Arbitro: | Manari (Teramo) |

|         |           |                               |
| Elia 6’ | Marcatori | 17’, 57’ Pedretti 88’ Guatteo |

| Arbitro: | S. Ayroldi (Salerno) |

|          |           |  |
| Elia 35’ | Marcatori |  |

| Arbitro: | Cossero (Udine) |

|                             |           |  |
| Bertoncelli 45’ Madonna 52’ | Marcatori |  |

| Lecco 15 ottobre 1995 7ª giornata | Lecco             | 0 – 0 | Pro Patria | Stadio Mario Rigamonti\| Arbitro: \| Tullio (Avezzano) \| |
| Arbitro:                          | Tullio (Avezzano) |       |            |                                                           |

| Arbitro: | Perissinotto (Venezia) |

|  |           |                    |
|  | Marcatori | 8’ Volcan 79’ Elia |

| Arbitro: | Cavuoti (Vasto) |

|                       |           |  |
| Elia 73’ Angeloni 89’ | Marcatori |  |

| Arbitro: | Saccani (Mantova) |

|              |           |                                 |
| O. Brevi 89’ | Marcatori | 77’ (aut.) Mozzone 90’ Menegola |

| Arbitro: | Alario (Civitavecchia) |

|          |           |  |
| Elia 37’ | Marcatori |  |

| Tempio Pausania 19 novembre 1995 12ª giornata | Tempio         | 0 – 0 | Lecco | Stadio Nino Manconi\| Arbitro: \| Buda (Pescara) \| |
| Arbitro:                                      | Buda (Pescara) |       |       |                                                     |

| Arbitro: | Verrucci (Fermo) |

|              |           |  |
| Bonavita 51’ | Marcatori |  |

| Arbitro: | Ciulli (Roma) |

|            |           |              |
| Pupita 46’ | Marcatori | 90’ Angeloni |

| Arbitro: | De Paola (Torre Annunziata) |

|                   |           |          |
| Bellotto 70’, 74’ | Marcatori | 84’ Elia |

| Arbitro: | Apricena (Firenze) |

|  |           |                       |
|  | Marcatori | 3’ Zanin 90’ Sonzogni |

| Sassari 7 gennaio 1996 17ª giornata | Torres             | 0 – 0 | Lecco | Stadio Acquedotto\| Arbitro: \| Gregoroni (Napoli) \| |
| Arbitro:                            | Gregoroni (Napoli) |       |       |                                                       |

#### Girone di ritorno
| Arbitro: | Di Cicco (Albano) |

|                         |           |               |
| Foschi 65’ Giaretta 90’ | Marcatori | 27’ Tagliabue |

| Crema 21 gennaio 1996 19ª giornata | Cremapergo       | 0 – 0 | Lecco | Stadio Giuseppe Voltini\| Arbitro: \| Cito (Nichelino) \| |
| Arbitro:                           | Cito (Nichelino) |       |       |                                                           |

| Arbitro: | Di Gaspare (San Benedetto del Tronto) |

|                      |           |  |
| Elia 3’ Bonavita 75’ | Marcatori |  |

| Novara 4 febbraio 1996 21ª giornata | Novara          | 0 – 0 | Lecco | Stadio Comunale\| Arbitro: \| Bianchi (Prato) \| |
| Arbitro:                            | Bianchi (Prato) |       |       |                                                  |

| Arbitro: | Biasutto (Vicenza) |

|               |           |                                |
| Malaccari 49’ | Marcatori | 22’ (aut.) Poma 78’ Possanzini |

| Arbitro: | Papini (Perugia) |

|                      |           |                       |
| Adamo 9’, 35’ (rig.) | Marcatori | 44’ (rig.) G. Ferrari |

| Arbitro: | Alvino (Salerno) |

|          |           |              |
| Pini 23’ | Marcatori | 42’ Angeloni |

| Arbitro: | Tomasi (Conegliano) |

|          |           |               |
| Elia 15’ | Marcatori | 51’ E. Brivio |

| Arbitro: | Gabriele (Frosinone) |

|                               |           |          |
| Varini 7’, 56’, 70’ Zeoli 49’ | Marcatori | 75’ Elia |

| Lecco 24 marzo 1996 27ª giornata | Lecco         | 0 – 0 | Solbiatese | Stadio Mario Rigamonti\| Arbitro: \| Ciulli (Roma) \| |
| Arbitro:                         | Ciulli (Roma) |       |            |                                                       |

| Valdagno 31 marzo 1996 28ª giornata | Valdagno          | 0 – 0 | Lecco | Stadio dei Fiori\| Arbitro: \| Cassarà (Palermo) \| |
| Arbitro:                            | Cassarà (Palermo) |       |       |                                                     |

| Arbitro: | Griselli (Livorno) |

|                                                           |           |  |
| Bertolini 5’ Zanardo 34’ Possanzini 45’, 52’ Bonavita 70’ | Marcatori |  |

| Arbitro: | Malatesta (Terni) |

|               |           |          |
| Testa 1’, 34’ | Marcatori | 51’ Elia |

| Arbitro: | Borelli (Roma) |

|                                         |           |  |
| Bonavita 17’ (rig.) Foschi 62’ Elia 82’ | Marcatori |  |

| Arbitro: | Rigolon (Trento) |

|                              |           |             |
| Giaretta 42’ Elia 50’ (rig.) | Marcatori | 45’ Serioli |

| Arbitro: | Cardella (Torre del Greco) |

|                |           |  |
| Zanin 45’, 59’ | Marcatori |  |

| Lecco 19 maggio 1996 34ª giornata | Lecco               | 0 – 0 | Torres | Stadio Mario Rigamonti\| Arbitro: \| Strazzera (Trapani) \| |
| Arbitro:                          | Strazzera (Trapani) |       |        |                                                             |

## Coppa Italia
| Arbitro: | Raccichini (Voghera) |

|                |           |             |
| G. Ferrari 23’ | Marcatori | 62’ Maretti |

| Arbitro: | Saccani (Mantova) |

|            |           |  |
| Volcan 45’ | Marcatori |  |

| Arbitro: | Gazzi (Torino) |

|                      |           |            |
| Oliva 21’ Fommei 23’ | Marcatori | 53’ Longhi |

| Arbitro: | Fausti (Milano) |

|                             |           |  |
| Aresi 31’ (aut.) Longhi 90’ | Marcatori |  |

| Arbitro: | Castellani (Verona) |

|                      |           |          |
| Adamo 26’ Bonesi 58’ | Marcatori | 16’ Lomi |

| Arbitro: | Innocente (Udine) |

|               |           |              |
| Vignaroli 20’ | Marcatori | 85’ Bonavita |

| Arbitro: | Vendramin (Castelfranco Veneto) |

|                |           |              |
| Possanzini 34’ | Marcatori | 90’ Clementi |

| Fiorenzuola d'Arda 17 gennaio 1996 ottavi - Ritorno | Fiorenzuola                  | 0 – 0 | Lecco | Stadio Comunale\| Arbitro: \| Zaltron (Bassano del Grappa) \| |
| Arbitro:                                            | Zaltron (Bassano del Grappa) |       |       |                                                               |